# Buceș-Vulcan
Buceș-Vulcan románul: Buceș-Vulcan, falu Romániában, Erdélyben, Hunyad megyében.

## Fekvése
Bucsesd (Buceş) mellett fekvő település.

## Története
Buceş-Vulcan korábban Bucsesd (Buceş) része volt. 1956-ban vált önálló településsé 279 lakossal.
1966-ban 379 lakosából 376 román, 1 magyar lakosa volt. 1977-ben 365, 1992-ben 317, a 2002-es népszámláláskor pedig 301 román lakosa volt.

## Nevezetességek

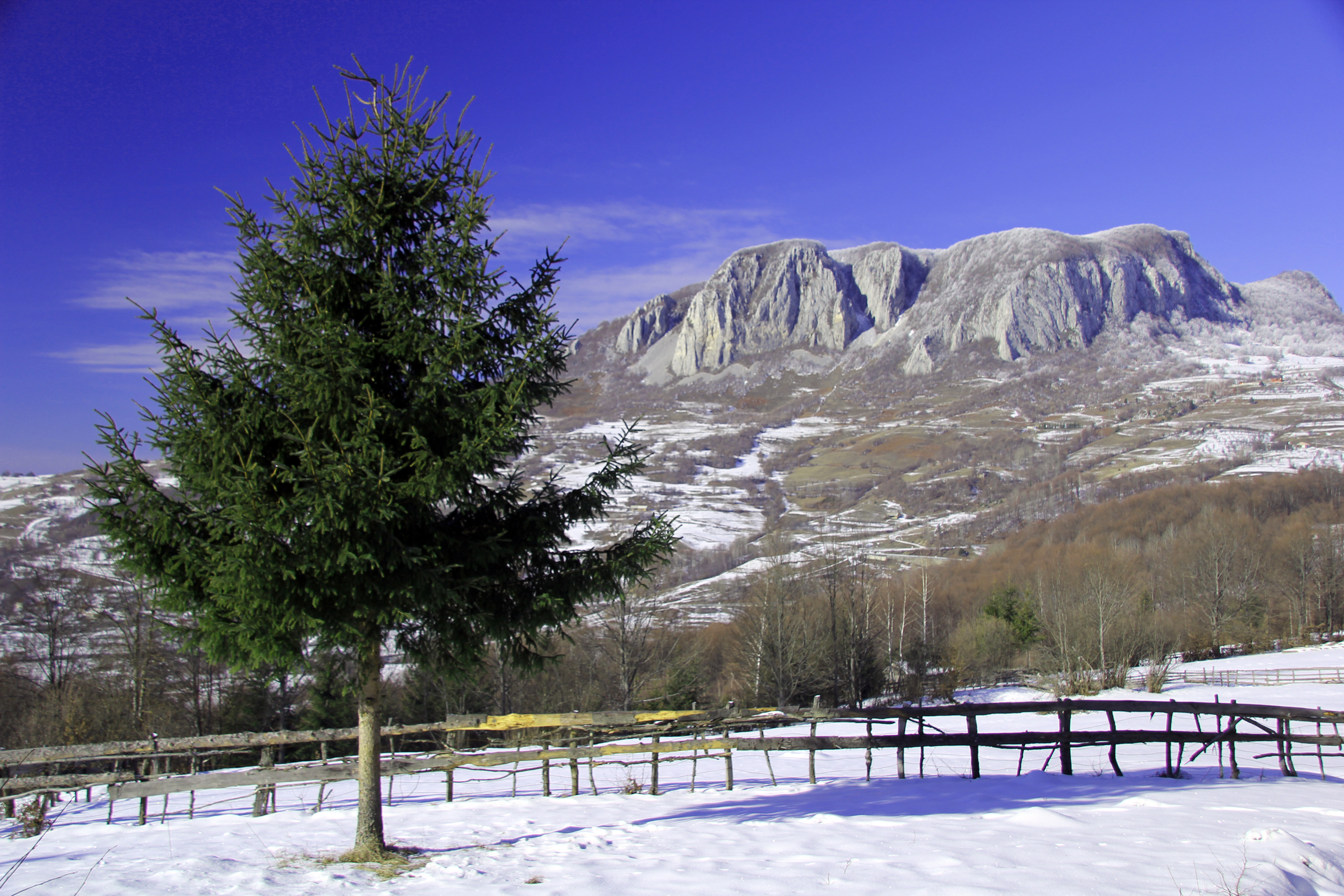

- Természetvédelmi terület - Az Erdélyi-középhegységben, az Erdélyi-érchegység nyugati határán, Buceș-Vulcan falu fölött , attól 1 km-re található a Vulkán-hegység 1263 méteres mészkőcsúcsa (nem tévesztendő össze a Déli-Kárpátok részét képező Vulkán-hegységgel). Az 5 hektáron elterülő természetvédelmi terület a fehér, jura-kori mészkőszirtjeinek fosszilis korallmaradványai az egykor itt lévő melegtengerek nyomát őrzik. Számos tölcsér alakú víznyelő, 8-30 méteres vízesések, források találhatók itt. Növényzetére jellemző a bükk, valamint a fenyő, de elszigetelten előfordul a tiszafa is.  A Vulkán-hegységben 18 ritka növényfajt és 11 alpesi és hegyvidéki endemikus fajt tartanak számon; köztük a vad liliomot, íriszt, havasi gyopárt is.